# Сухотин, Владимир Ильич
Владимир Ильич Сухотин (1892 — не ранее 1969) — офицер 9-го драгунского Казанского полка, герой Первой мировой войны.

## Биография
Из дворян. Уроженец Черниговской губернии.
В 1911 году окончил Орловский Бахтина кадетский корпус и поступил в Николаевское кавалерийское училище, курса которого не окончил и вступил вольноопределяющимся в 7-й гусарский Белорусский полк.
Выдержав офицерский экзамен при Николаевском кавалерийском училище по 1-му разряду, 23 октября 1913 года был произведен в корнеты с переводом в 9-й драгунский Казанский полк, в рядах которого и вступил в Первую мировую войну. Удостоен ордена Св. Георгия 4-й степени
За то, что в бою 3 июля 1915 года у д. Выгода, командуя взводом, преодолев искусственные препятствия и проволочные заграждения под сильным действительным артиллерийским, ружейным и пулеметным огнем, первым вскочил в окопы противника, сам изрубил прислугу у пулемета и, бросившись к нему, привел его в бездействие, захватил его и еще 18 пленных. Части пулемета и пленных представил по начальству.
Произведен в поручики 11 февраля 1916 года, в штабс-ротмистры — 31 августа того же года.
В Гражданскую войну участвовал в Белом движении в составе ВСЮР и Русской армии, в 1920 году — в 6-м кавалерийском полку до эвакуации Крыма. Произведен в ротмистры 7 августа 1920 года «за выслугу лет». Эвакуировался на корабле «Аю-Даг» в Константинополь. Полковник.
С 1921 года в эмиграции во Франции, жил в Булони. До 1940 года работал шофером такси при гараже «Régina», после Второй мировой войны — разнорабочим. Состоял членом Союза русских шоферов, членом Объединения офицеров бывших комбатантов французской армии, членом Союза российских кадетских корпусов, с 1937 года — председателем Объединения драгунского Казанского полка во Франции. Умер не ранее 1969 года. Его жена Тамара Глебовна (1897—?).

## Награды
- Орден Святого Станислава 3-й ст. с мечами и бантом (ВП 23.01.1915)
- Орден Святой Анны 4-й ст. с надписью «за храбрость» (ВП 5.02.1915)
- Орден Святого Владимира 4-й ст. с мечами и бантом (ВП 17.05.1915)
- Орден Святой Анны 3-й ст. с мечами и бантом (ВП 22.09.1915)
- Орден Святого Станислава 2-й ст. с мечами (ВП 8.10.1915)
- Орден Святого Георгия 4-й ст. (ВП 23.05.1916)